# Gary Meek

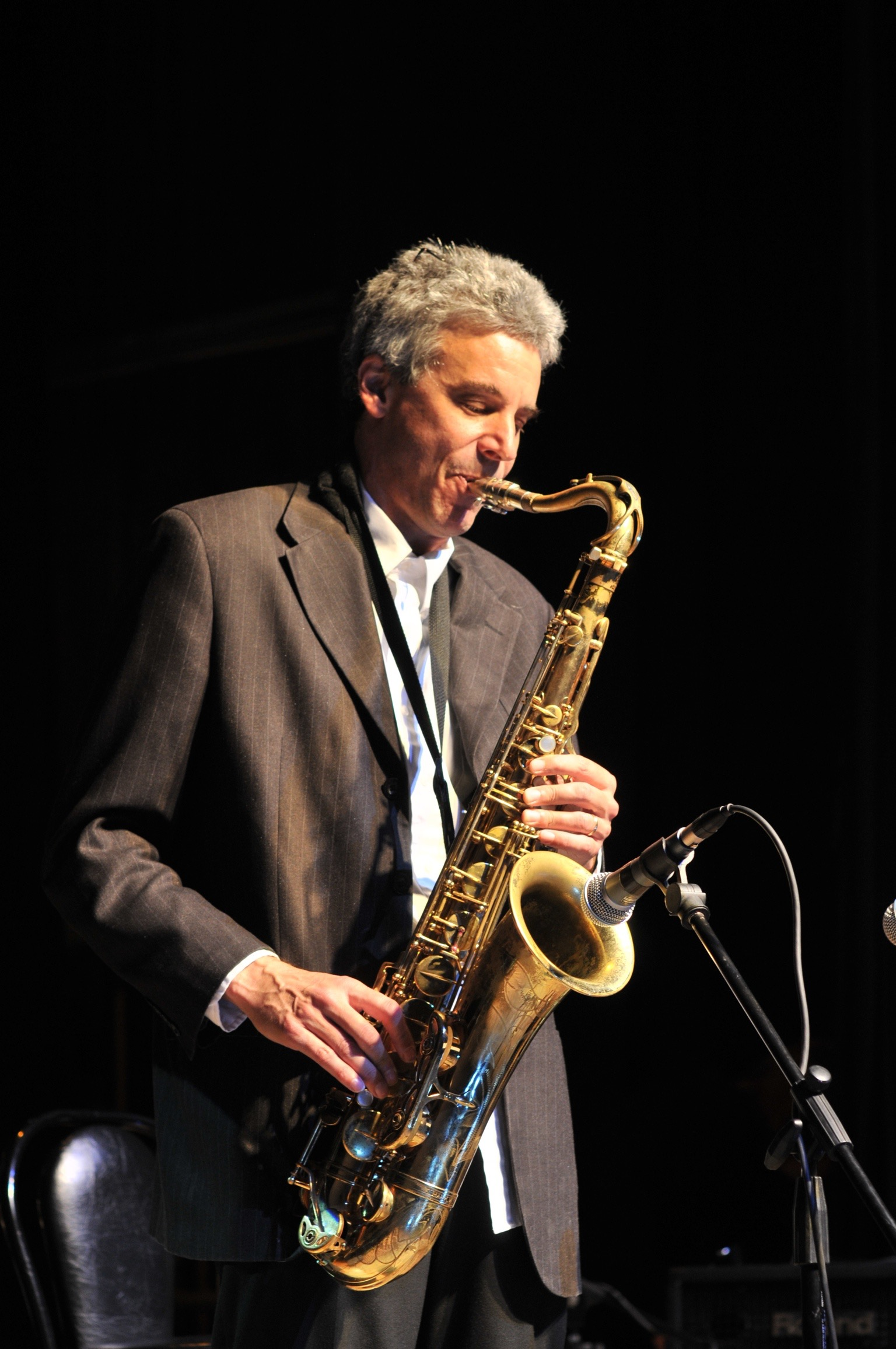
Gary Meek

Gary Meek, född 16 mars 1961 i Los Angeles, Kalifornien, är en amerikansk jazzsaxofonist och keyboardist.
Han började spela piano när han var fem år. Han började spela klarinett i skolan men bytte till altsaxofon när han började high scool.
Meek har medverkat på över 50 skivor och spelat med artister som The Rippingtons, Dionne Warwick, Al Jarreau och Dave Weckl Band.